# Auguste Blaes
Pour les articles homonymes, voir Blaes.
Michel-Auguste Blaes, né à Bruxelles (Belgique) en 1809 et mort dans cette ville le 2 décembre 1855, est un journaliste libéral belge qui a été échevin des travaux publics de la ville de Bruxelles. 

## Biographie

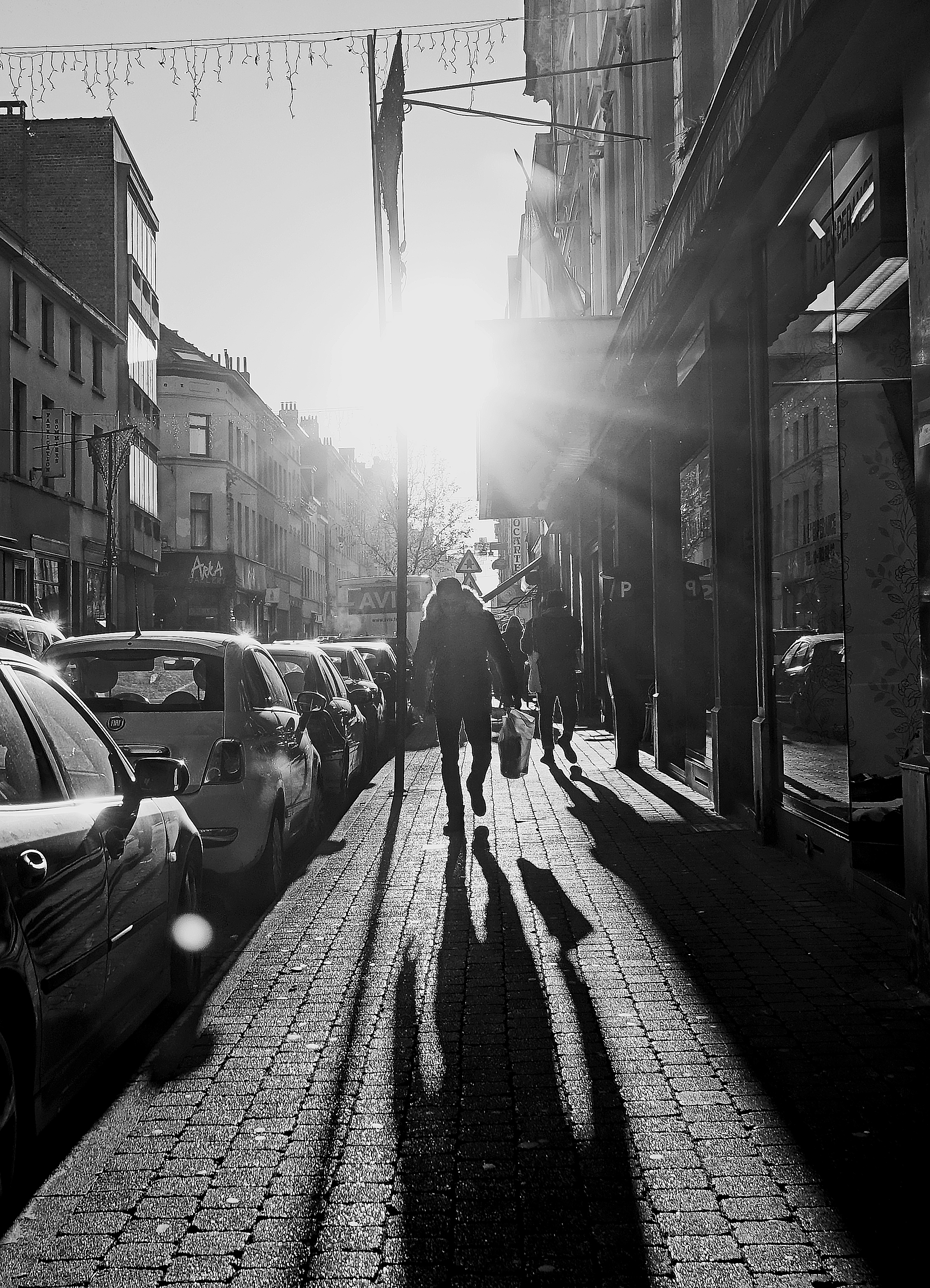
Rue Blaes, dans les Marolles, à Bruxelles.

Auguste Blaes étudie à l'athénée de sa ville natale. Il poursuit ses études à l'université de Liège et y obtient son diplôme de droit en 1830. Cependant, il n'exercera jamais la profession d'avocat mais deviendra journaliste, d'abord pour Le Courrier belge, puis comme rédacteur en chef de L'Observateur. En 1845, il devient membre du conseil municipal de Bruxelles et, en 1848,  échevin  des travaux publics sous la gouvernance du bourgmestre  Charles de Brouckère. Il a principalement travaillé à la construction de larges trottoirs et au raccordement de toutes les maisons bruxelloises au réseau de distribution d'eau. Il assainit les Marolles en construisant une grande rue droite dans les années 1850 qui a reçu son nom, la rue Blaes. 
Auguste Blaes meurt après une longue maladie à l'âge de 45 ans.

## Source
- Felix Stappaerts, Michel-Auguste Blaes, in: Biographie nationale de Belgique (lire en ligne).